# شهرستان پروشکوف
شهرستان پروشکوف (به لهستانی: Powiat Pruszków) یک شهرستان در لهستان است که در استان ماسوویان واقع شده‌است. شهرستان پروشکوف ۲۴۶٫۳۱ کیلومتر مربع مساحت و ۱۴۵٬۸۷۰ نفر جمعیت دارد.